# Liste der denkmalgeschützten Objekte in Dornbirn
Die Liste der denkmalgeschützten Objekte in Dornbirn enthält die 114 denkmalgeschützten, unbeweglichen Objekte der Stadt Dornbirn.

## Denkmäler
| Foto |                 | Denkmal | Standort                                             | Beschreibung | Metadaten |
| ---- | --------------- | --- | ---------------------------------------------------- | --- | --- |
| ja   | Datei hochladen | Alte Textilschule HERIS-ID: 10808 Objekt-ID: 6871                                                                      | Achstraße 1 Standort KG: Dornbirn                    | Die Gebäude der ehemaligen Bundestextilschule gehören heute zum Bestand der Fachhochschule Vorarlberg und werden als Unterrichts-, Forschungs- und Verwaltungsräumlichkeiten verwendet. | BDA-Hist.: Q38081126 Status: Bescheid Stand der BDA-Liste: 2025-06-30 Name: Alte Textilschule GstNr.: 7012/5 Fachhochschule Vorarlberg |
| ja   | Datei hochladen | Ehemalige Spinnerei Juchen HERIS-ID: 10671 Objekt-ID: 6732                                                             | Achstraße 9 Standort KG: Dornbirn                    | Die Spinnerei der Firma Rhomberg & Lenz auf der Parzelle Juchen an der Dornbirner Ach war die erste mechanische Spinnerei in Vorarlberg und die zweitälteste in Österreich-Ungarn. Sie ging 1812 als Flachsspinnerei in Betrieb und wurde später auf die Verarbeitung von Baumwolle umgestellt. 1983 wurde die Produktion eingestellt. | BDA-Hist.: Q38076117 Status: Bescheid Stand der BDA-Liste: 2025-06-30 Name: Ehemalige Spinnerei Juchen GstNr.: .733, 7059/5, 19681 |
| ja   | Datei hochladen | Villa Dür HERIS-ID: 112954 Objekt-ID: 131179seit 2019                                                                  | Adolf-Rhomberg-Straße 6 Standort KG: Dornbirn        | Die Villa mit Garten und halbrunden Altanen wurde 1937/1938 erbaut. | BDA-Hist.: Q105646835 Status: Bescheid Stand der BDA-Liste: 2025-06-30 Name: Villa Dür GstNr.: .3051 |
| ja   | Datei hochladen | Bauernhaus, Rheintalhaus HERIS-ID: 7763 Objekt-ID: 3705                                                                | Badgasse 2 Standort KG: Dornbirn                     | Das zweigeschoßige Rheintalhaus mit Satteldach und einem Wohnteil aus dem 18. Jahrhundert (?) wurde im 19. Jahrhundert verschindelt. | BDA-Hist.: Q37977091 Status: Bescheid Stand der BDA-Liste: 2025-06-30 Name: Bauernhaus, Rheintalhaus GstNr.: .226 |
| ja   | Datei hochladen | Villenanlage HERIS-ID: 11461 Objekt-ID: 7562seit 2018                                                                  | Bahnhofstraße 7 Standort KG: Dornbirn                | Die in einem parkähnlichen Garten liegende Villa wurde 1902 für Julius Rhomberg errichtet. | BDA-Hist.: Q105639553 Status: Bescheid Stand der BDA-Liste: 2025-06-30 Name: Villenanlage GstNr.: .1784/1, .1784/2, 6646/1 Bahnhofstrasse 7 (Dornbirn) |
| ja   | Datei hochladen | Wohn- und Geschäftshaus, ehem. Hotel Rhomberg HERIS-ID: 10329 Objekt-ID: 6383                                          | Bahnhofstraße 11 Standort KG: Dornbirn               | Ende des 19. Jahrhunderts von Hans Kornberger erbaut, späthistoristisch-repräsentativer Bau, Fassadenstuck mit Jugendstileinfluss, Überhelmung an der Ecke zur Moosmahdstraße | BDA-Hist.: Q38064290 Status: Bescheid Stand der BDA-Liste: 2025-06-30 Name: Wohn- und Geschäftshaus, ehem. Hotel Rhomberg GstNr.: .514/5 Hotel Rhomberg (Dornbirn) |
| ja   | Datei hochladen | Wohn- und Geschäftshaus HERIS-ID: 11473 Objekt-ID: 7574seit 2014                                                       | Bahnhofstraße 17 Standort KG: Dornbirn               | Das Wohn- und Geschäftshaus mit neubarockem Geschäftsportal und seitlicher Holzveranda wurde im Jahr 1898 erbaut. | BDA-Hist.: Q38102230 Status: Bescheid Stand der BDA-Liste: 2025-06-30 Name: Wohn- und Geschäftshaus GstNr.: .1999, .2000 Bahnhofstrasse 17 (Dornbirn) |
| ja   | Datei hochladen | Wohnhaus, ehem. Hotel Weiss HERIS-ID: 11474 Objekt-ID: 7575seit 2015                                                   | Bahnhofstraße 30 Standort KG: Dornbirn               | Das Eckgebäude wurde um 1890 im späthistoristischen Stil (Neorenaissance) errichtet. Es ist ein zweigeschoßiger Bau mit reichem Fassadendekor und Ädikulfenster sowie einem Eckerker. | BDA-Hist.: Q38102264 Status: Bescheid Stand der BDA-Liste: 2025-06-30 Name: Wohnhaus, ehem. Hotel Weiss GstNr.: .1702 Bahnhofstrasse 30 (Dornbirn) |
| ja   | Datei hochladen | Doppelwohnhaus mit Wirtschaftsteil HERIS-ID: 11476 Objekt-ID: 7577                                                     | Bäumlegasse 48/50 Standort KG: Dornbirn              | Das zweigeschoßige Doppelwohnhaus unter flachem Dach wurde in Kopfstrickbauweise errichtet. Das Wirtschaftsgebäude weist einen steilen Giebel auf. | BDA-Hist.: Q38102339 Status: Bescheid Stand der BDA-Liste: 2025-06-30 Name: Doppelwohnhaus mit Wirtschaftsteil GstNr.: .324 Bäumlegasse 48,50 (Dornbirn) |
| ja   | Datei hochladen | Straßenbrücke, Ammannsbrücke HERIS-ID: 7525 Objekt-ID: 3460                                                            | Beckenmann Standort KG: Dornbirn                     | Die 1869 errichtete Ammannsbrücke stellte zum Zeitpunkt ihrer Errichtung einen Nachfolgerbau für bereits zuvor an dieser Stelle existierende Brückenbauten dar. Wie ihre Vorgängerbauten diente auch diese Brücke lange Jahre der Verbindung des Dornbirner Ortsgebiets mit den schwer zugänglichen Alpgebieten im Dornbirner First und im vorderen Bregenzerwald durch das Tal der Ebniterach. | BDA-Hist.: Q19521085 Status: § 2a Stand der BDA-Liste: 2025-06-30 Name: Straßenbrücke, Ammansbrücke GstNr.: 20189 Ammannsbrücke |
| ja   | Datei hochladen | Villenanlage Bachmann HERIS-ID: 112055 Objekt-ID: 130106seit 2014                                                      | Bergmannstraße 4 Standort KG: Dornbirn               | Die Villa Bachmann wurde in den Jahren 1927/28 von Baumeister Albrich nach Plänen des Architekten Wilhelm Fleisch für den Augenarzt und späteren ersten Vorarlberger Ärztekammerpräsidenten Rudolf Bachmann errichtet. Es handelt sich um ein dreigeschoßiges repräsentatives Einfamilienhaus im Heimatschutzstil. 2016 wurde das Gebäude umfassend saniert. | BDA-Hist.: Q37828299 Status: Bescheid Stand der BDA-Liste: 2025-06-30 Name: Villenanlage Bachmann GstNr.: 7822/6, .2650, 7822/2 Bergmannstrasse 4 (Dornbirn) |
| ja   | Datei hochladen | Ehem. Gasthaus Traube HERIS-ID: 112280 Objekt-ID: 130370seit 2019                                                      | Bergstraße 7 Standort KG: Dornbirn                   | Das ehemalige Gasthaus Traube ist in einem ländlich-traditionellen Baustil ausgeführt. | BDA-Hist.: Q105646796 Status: Bescheid Stand der BDA-Liste: 2025-06-30 Name: Ehem. Gasthaus Traube GstNr.: .1007 |
| ja   | Datei hochladen | Mittelalterliche Burganlage (Oberdorfer Turm) HERIS-ID: 11099 Objekt-ID: 7171                                          | Bergstraße 14 Standort KG: Dornbirn                  | Der so genannte „Oberdorfer Turm“ war eine etwa im 15. Jahrhundert erbaute spätmittelalterliche Befestigungsanlage im heutigen Zentrum des Dornbirner Oberdorfs. Erhalten sind nur die Grundmauern dieser Anlage, die sich nahe der Pfarrkirche hl. Sebastian befinden. | BDA-Hist.: Q38089424 Status: Bescheid Stand der BDA-Liste: 2025-06-30 Name: Mittelalterliche Burganlage (Oberdorfer Turm) GstNr.: 7742, 7730, 7727/1, 7727/2 Oberdorfer Turm (Dornbirn)                                                                                  |
| ja   | Datei hochladen | Wegkreuz "Gfrörer Bild" HERIS-ID: 249537seit 2024                                                                      | bei Bildgasse 4 Standort KG: Dornbirn                | Das Gfrörer-Kreuz, auch als Frörer- oder Gferer-Kreuz bezeichnet, ist ein Holzkreuz aus den 1830er- oder 1840er-Jahren. Im Jahr 2022 wurde es restauriert und neu gesegnet. | BDA-Hist.: Q126122411 Status: Bescheid Stand der BDA-Liste: 2025-06-30 Name: Wegkreuz "Gfrörer Bild" GstNr.: 20987 Gfrörer-Kreuz |
| ja   | Datei hochladen | Viehversteigerungshalle Schorenhof HERIS-ID: 11518 Objekt-ID: 7619seit 2016                                            | Brückengasse 10 Standort KG: Dornbirn                | Die Viehversteigerungshalle Schorenhof wurde 1952 vom Vorarlberger Braunviehzuchtverband errichtet. Früher befand sich der Viehmarkt neben dem Rathaus von Dornbirn im Stadtzentrum. | BDA-Hist.: Q38103589 Status: Bescheid Stand der BDA-Liste: 2025-06-30 Name: Viehversteigerungshalle Schorenhof GstNr.: .3511 |
| ja   | Datei hochladen | 14 Arbeiterwohnhäuser HERIS-ID: 11479 Objekt-ID: 7580                                                                  | Bündtlittenstraße 8 Standort KG: Dornbirn            | Für F. M. Hämmerle 1907 von Otto Mallaun erbaut. Zwei geschlossene Hausreihen mit den geraden Hausnummern 8 bis 34, ein- und zweigeschoßig mit gestaffelten Firstlinien, Mansard- und Satteldächern, das untere Haus jeweils turmartig erhöht. | BDA-Hist.: Q38102389 Status: Bescheid Stand der BDA-Liste: 2025-06-30 Name: 14 Arbeiterwohnhäuser GstNr.: .2341, .2342/1, .2342/2, .2342/3, .2342/4, .2342/5, .2342/6, .2343/1, .2343/2, .2343/3, .2343/4, .2343/5, .2343/6 Arbeiterhäuser Bündtlittenstrasse (Dornbirn) |
| ja   | Datei hochladen | Anlage Wohnhaus mit Wirtschaftsgebäude, Waschküche, Brunnen und Gartenzaun HERIS-ID: 112380 Objekt-ID: 130539seit 2016 | Dr.-Waibel-Straße 9 Standort KG: Dornbirn            | Das Wohnhaus ist ein kubischer Bau mit geschindelten Obergeschoßen; die Wirtschaftsgebäude stehen deutlich von der Straße zurückgesetzt. | BDA-Hist.: Q37830623 Status: Bescheid Stand der BDA-Liste: 2025-06-30 Name: Anlage Wohnhaus mit Wirtschaftsgebäude, Waschküche, Brunnen und Gartenzaun GstNr.: .667, 6855, 6856 Dr.-Waibel-Straße 9 (Dornbirn)                                                           |
| ja   | Datei hochladen | Villa Oscar Rüf mit Springbrunnenbecken HERIS-ID: 10820 Objekt-ID: 6883                                                | Dr.-Waibel-Straße 11 Standort KG: Dornbirn           | Villa, barockisierend unter französischem Einfluss erbaut 1885 von dem Baumeister Josef Anton Albrich, in Park. Kubischer Körper, zweigeschoßig, Backstein, Mansarddach; seitliche Terrasse aus Sandstein. In der Mitte innen atriumartige Gestaltung mit Glasdach. Eingang in der Mittelachse zurückgesetzt (Verdachung Eisen und Glas), einfache Rundbogenfenster in der Mittelachse des 1. Obergeschoß Decken mit Stuckrahmung. | BDA-Hist.: Q38082098 Status: Bescheid Stand der BDA-Liste: 2025-06-30 Name: Villa Oscar Rüf mit Springbrunnenbecken GstNr.: .1723, 6854/1 Dr.-Waibel-Strasse 11 (Dornbirn)                                                                                               |
| ja   | Datei hochladen | Villenanlage Wingathof (Villa Otto Hämmerle) HERIS-ID: 11483 Objekt-ID: 7584                                           | Dr.-Waibel-Straße 12 Standort KG: Dornbirn           | Wingathof. Erbaut Ende 19. Jahrhundert, Bauherr Otto Hämmerle. Villa, in der Art französischer Gartenschlösser, in Park gelegen. Erker und Fensterrahmungen aus Sandstein, Erkerreliefs (Putten, Symbole von Handel und Industrie, Büsten), Mansarddach mit Gaupen. Rückseitig Wirtschaftsgebäude in Backstein; Pavillon, Backstein, Turm. | BDA-Hist.: Q38102515 Status: Bescheid Stand der BDA-Liste: 2025-06-30 Name: Villenanlage Wingathof (Villa Otto Hämmerle) GstNr.: 6860/1, 6860/3 Villa Otto Hämmerle (Dornbirn)                                                                                           |
| ja   | Datei hochladen | Villenanlage Guntram Hämmerle HERIS-ID: 11484 Objekt-ID: 7585                                                          | Dr.-Waibel-Straße 14 Standort KG: Dornbirn           | Villa, erbaut 1890/92 von Architekt Julius Rhomberg und dem Baumeister Josef Anton Albrich. Mehrgliedriger Bau mit Schopfwalmdach, angehängten Bauteilen; Erker mit Zwiebelhelm, Terrasse, bergfriedartiger Turm mit Krüppelwalmdach (oberster Teil vorkragend auf Arkaden); Lüftlmalerei; Park mit originaler Einfriedung (Toreinfahrt in Art eines Treppengiebels, originaler Zaun, bezeichnet 1892). | BDA-Hist.: Q999930 Status: Bescheid Stand der BDA-Liste: 2025-06-30 Name: Villenanlage Guntram Hämmerle GstNr.: .1812 Villa Hämmerle (Dornbirn) |
| ja   | Datei hochladen | Kraftwerk Ebensand HERIS-ID: 11466 Objekt-ID: 7567                                                                     | Ebensand 1 Standort KG: Dornbirn                     | Das 1898/1899 im Auftrag der Gemeinde Dornbirn errichtete Laufwasserkraftwerk Ebensand ist nach dem Kraftwerk Rieden (1891) das zweitälteste Elektrizitätswerk Vorarlbergs. | BDA-Hist.: Q1786088 Status: Bescheid Stand der BDA-Liste: 2025-06-30 Name: Kraftwerk Ebensand GstNr.: .2038 Kraftwerk Ebensand |
| ja   | Datei hochladen | Paarhof HERIS-ID: 10041 Objekt-ID: 6092                                                                                | Eisengasse 11 Standort KG: Dornbirn                  | Das im 18. Jahrhundert errichtete Bauernhaus in der Eisengasse 11 verfügt noch über die zur Bauzeit übliche Holzvertäfelung und Fenster mit Butzenscheiben. | BDA-Hist.: Q38055860 Status: Bescheid Stand der BDA-Liste: 2025-06-30 Name: Paarhof GstNr.: .630 |
| ja   | Datei hochladen | Bauernhaus HERIS-ID: 9651 Objekt-ID: 5629                                                                              | Eschenau 6 Standort KG: Dornbirn                     | Der Rheintalhof in Eschenau 6 wurde zwar im 19. Jahrhundert mehrfach verändert, reicht aber im Kern ins 17. Jahrhundert zurück. Der Wohntrakt mit Seitenflurküche ist ein zweigeschoßiger Blockbau auf gemauertem Kellerstock, teils verschindelt, teils mit Brettern verschalt, und wird von einem geknickten Satteldach gedeckt. Giebelseitig kragt über dem Erdgeschoß ein weit ausladendes Klebdach mit Bretterkehlung vor, die kleinteilig versprossten Fenster sind mit Holzläden versehen. Der höhenversetzte Wirtschaftstrakt zeigt über der Tenne und dem Stall einen traufseitig vorkragenden Heuboden. | BDA-Hist.: Q38042453 Status: Bescheid Stand der BDA-Liste: 2025-06-30 Name: Bauernhaus GstNr.: .1597 |
| ja   | Datei hochladen | Villa Franz M. Rhomberg, Oskar Rhomberg HERIS-ID: 11485 Objekt-ID: 7586seit 2015                                       | Färbergasse 16 Standort KG: Dornbirn                 | Diese Fabrikantenvilla wurde in unmittelbarer Nähe des Werkes in Rohrbach in den Jahren 1939 bis 1941 von Johann Anton Tscharner im Stil der Nationalromantik erbaut. | BDA-Hist.: Q38102645 Status: Bescheid Stand der BDA-Liste: 2025-06-30 Name: Villa Franz M. Rhomberg, Oskar Rhomberg GstNr.: 8439 |
| ja   | Datei hochladen | Dampfgenerator Krafthaus Rohrbach HERIS-ID: 113238 Objekt-ID: 131515seit 2020                                          | Färbergasse 17b Standort KG: Dornbirn                | Rhombergs Dampfmaschine mit Kraft-Wärme-Kopplung, gebaut von der „Ersten Brünner Maschinenfabriks-Gesellschaft“, war von 1912 bis 1992 in Betrieb. Sie war die erste Dampfmaschine der Firma Textil Rhomberg und ist die letzte ihrer Art in Österreich. | BDA-Hist.: Q105647056 Status: Bescheid Stand der BDA-Liste: 2025-06-30 Name: Dampfgenerator Krafthaus Rohrbach GstNr.: 8434/3 Dampfmaschine Rhombergs Fabrik |
| ja   | Datei hochladen | Kraftwerk HERIS-ID: 111804 Objekt-ID: 129814seit 2012                                                                  | Forachstraße 43 Standort KG: Dornbirn                | Das Kleinwasserkraftwerk im Ortsteil Forach wurde zu Beginn des 20. Jahrhunderts errichtet. Das Wohn- und Betriebsgebäude wird auf 1900 datiert, der Generator wurde 1901 von „Siemens & Halske Berlin“ gebaut. 2004 wurde es durch eine neue Anlage in einem Anbau ersetzt. Nach einer Restaurierung des älteren Teils im Jahr 2005 fand dieser als Schaukraftwerk Verwendung. | BDA-Hist.: Q18628303 Status: Bescheid Stand der BDA-Liste: 2025-06-30 Name: Kraftwerk GstNr.: .2267 Kraftwerk Forach |
| ja   | Datei hochladen | ehem. Weinkellerei Weiss samt Ökonomiegebäude HERIS-ID: 9538 Objekt-ID: 5513                                           | Franz-Michael-Felder-Straße 5 Standort KG: Dornbirn  | Ehemals Weinkellerei, Anfang 20. Jahrhundert (?), langgestrecktes, gewerblich genutztes Objekt; zweigeschoßig, Erdgeschoß genutet, Fachwerk, reiche Dachformen, rückseitig Laubengänge, Nebengebäude. | BDA-Hist.: Q38039248 Status: Bescheid Stand der BDA-Liste: 2025-06-30 Name: ehem. Weinkellerei Weiss samt Ökonomiegebäude GstNr.: .1704/2, .1704/1 Franz-Michael-Felder-Straße 5 (Dornbirn)                                                                              |
| ja   | Datei hochladen | Wohnhaus HERIS-ID: 11448 Objekt-ID: 7548seit 2013                                                                      | Frühlingstraße 3 Standort KG: Dornbirn               | Das Wohnhaus in kubischer Bauform wurde Ende des 19. Jahrhunderts errichtet. | BDA-Hist.: Q38101519 Status: Bescheid Stand der BDA-Liste: 2025-06-30 Name: Wohnhaus GstNr.: 6809/3 |
| ja   | Datei hochladen | Villa HERIS-ID: 11452 Objekt-ID: 7552seit 2016                                                                         | Frühlingstraße 10 Standort KG: Dornbirn              | Die Villa im Heimatstil mit historisierendem Rundbogenportal wurde um das Jahr 1910 erbaut. | BDA-Hist.: Q38101689 Status: Bescheid Stand der BDA-Liste: 2025-06-30 Name: Villa GstNr.: .2652 |
| ja   | Datei hochladen | Hausanlage HERIS-ID: 112569 Objekt-ID: 130776seit 2017                                                                 | Goethestraße 4 Standort KG: Dornbirn                 | Das Haus in Balkenstrickwerkbauweise ist mit Neorenaissancedekor verziert. | BDA-Hist.: Q37831707 Status: Bescheid Stand der BDA-Liste: 2025-06-30 Name: Hausanlage GstNr.: 6900/2 Goethestraße 4 (Dornbirn) |
| ja   | Datei hochladen | Villa mit Gartenzaun HERIS-ID: 112308 Objekt-ID: 130421seit 2014                                                       | Grabenweg 8 Standort KG: Dornbirn                    | Die Jugendstilvilla mit barockisierenden Elementen und turmartig überhöhten Ecken wurde im Jahr 1903 erbaut. | BDA-Hist.: Q37830397 Status: Bescheid Stand der BDA-Liste: 2025-06-30 Name: Villa mit Gartenzaun GstNr.: .2206, 6691/1 Villa Schwendinger (Dornbirn) |
| ja   | Datei hochladen | Fatimakapelle in Gütle HERIS-ID: 9449 Objekt-ID: 5423                                                                  | Gütle 505 Standort KG: Dornbirn                      | Die der heiligen Gottesmutter von Fátima geweihte Kirche in Gütele, eine Filiale der Pfarre Dornbirn-Oberdorf, wurde 1949/1950 errichtet. Sie hat einen rechteckigen Grundriss mit geradem Schluss, eine Eingangshalle mit zwei Rundbogenarkaden auf Säulen, westlich eine niedrige Seitenkapelle und an der Fassade einen vorkragenden Turmaufsatz. Das Sgraffito der Fatimamadonna an der Fassade wurde 1951 geschaffen. | BDA-Hist.: Q19161348 Status: § 2a Stand der BDA-Liste: 2025-06-30 Name: Fatimakapelle in Gütle GstNr.: .4006 Fatimakapelle Gütle (Dornbirn) |
| ja   | Datei hochladen | Bauernhaus HERIS-ID: 9855 Objekt-ID: 5903                                                                              | Häfenberg 1 Standort KG: Dornbirn                    | Der Rheintalhof Häfenberg 1, in leichter Hanglage ein Ensemble mit den Häusern Nr. 2, 3 und 4 und dem Waschhaus bildend, wurde im späten 18. Jahrhundert errichtet. Auf einem gemauerten Kellersockel mit Tonnengewölbe ruhen zwei holzverschindelte Geschoße in Blockbauweise mit dicht versprossten Fenstern und darüber ein geknicktes Satteldach. An der Traufseite springt der verbretterte Wirtschaftstrakt leicht vor. Das Dach zeigt über der ins Kellergeschoß führenden Eingangstür an der Unterseite eine breite Holzkehle. Die Fenster haben Bretterläden und durchgehende Klebedächer. Im Inneren gibt es unter anderem eine Stube, deren Täferung im 19. Jahrhundert angefertigt wurde.                                   | BDA-Hist.: Q38050946 Status: Bescheid Stand der BDA-Liste: 2025-06-30 Name: Bauernhaus GstNr.: .825 Häfenberg 1, Dornbirn |
| ja   | Datei hochladen | Bauernhaus und Wirtschaftsgebäude HERIS-ID: 10101 Objekt-ID: 6154                                                      | Häfenberg 2 Standort KG: Dornbirn                    | Der Rheintalhof Häfenberg 2, ein Ensemble mit den Häusern Nr. 1, 3 und 4 und dem Waschhaus bildend, stammt aus dem späten 18. Jahrhundert. Auf einem gemauerten Kellersockel ruhen zwei holzverschindelte Geschoße in Blockbauweise und darüber ein geknicktes Satteldach mit Aufschieblingen. Der Eingang an der mit einer Laube ausgestatteten Ostseite ist über eine Steintreppe erschlossen, an der Westseite sind drei weit ausladende Klebedächer und eine Hohlkehle zu sehen. Die Wirtschaftsräume sind teils verbretterte Holzständerkonstruktionen und teils gemauert. Innen gibt es Räume mit schlichter Holztäferung. Der eingeschoßige Anbau mit Pultdach wird als ehemalige Stickwerkstatt gedeutet.                       | BDA-Hist.: Q38057540 Status: Bescheid Stand der BDA-Liste: 2025-06-30 Name: Bauernhaus und Wirtschaftsgebäude GstNr.: .819/2, .819/1 Häfenberg 2, Dornbirn |
| ja   | Datei hochladen | Bauernhaus HERIS-ID: 10787 Objekt-ID: 6850                                                                             | Häfenberg 3 Standort KG: Dornbirn                    | Das Bauernhaus Häfenberg 3, ein Ensemble mit den Häusern Nr. 1, 2 und 4 und dem Waschhaus bildend, stammt aus dem späten 18. Jahrhundert. Auf einem gemauerten Kellersockel ruhen zwei holzverschindelte Geschoße in Kopfstrickbauweise, giebelseitig nur zum Teil verschindelt, und darüber ein geknicktes Satteldach mit Aufschieblingen und verschalten Pfettenköpfen. Die Fenster sind eng versprosst und durch Jalousienläden verschließbar. Die weit vorkragenden Klebedächer weisen an der Unterseite Kehlungen auf. Traufseitig befindet sich ein Anbau aus jüngerer Zeit. In der getäfelten Stube steht ein Kachelofen mit Reliefmuster aus der Zeit um 1900.                                                                  | BDA-Hist.: Q38080269 Status: Bescheid Stand der BDA-Liste: 2025-06-30 Name: Bauernhaus GstNr.: 20317 Häfenberg 3, Dornbirn |
| ja   | Datei hochladen | Bauernhaus HERIS-ID: 9722 Objekt-ID: 5767                                                                              | Häfenberg 4 Standort KG: Dornbirn                    | Der Rheintalhof Häfenberg 4, ein Ensemble mit den Häusern Nr. 1–3 und dem Waschhaus bildend, wurde im ersten Viertel des 19. Jahrhunderts als zweigeschoßiger Blockbau mit gemauertem Kellersockel und Kreuzgiebeldach errichtet. Eine zweigeschoßige Holzlaube, die das Aussehen des Hauses wesentlich verändert, entstand 1930, der Balkon am nordseitigen Wirtschaftstrakt in jüngerer Zeit. Die giebelseitigen Fenster mit Bretterläden und durchgehenden Klebedächern sind ebenfalls neueren Datums. Im Inneren gibt es eine Stube mit schlichter Holzvertäfelung. | BDA-Hist.: Q38047981 Status: Bescheid Stand der BDA-Liste: 2025-06-30 Name: Bauernhaus GstNr.: .822 Häfenberg 4, Dornbirn |
| ja   | Datei hochladen | Waschhaus, Brunnen HERIS-ID: 10354 Objekt-ID: 6408                                                                     | gegenüber Häfenberg 4 Standort KG: Dornbirn          | Das ehemalige Waschhaus, mit den Häusern Nr. 1–4 ein Ensemble bildend, hat ein hochgezogenes gemauertes Fundament, worauf ein zweigeschoßiger verbretterter Blockbau ruht, gedeckt von einem Satteldach mit Biberschwanzziegeln. | BDA-Hist.: Q38065511 Status: Bescheid Stand der BDA-Liste: 2025-06-30 Name: Waschhaus, Brunnen GstNr.: .2570 Häfenberg Waschhaus, Dornbirn |
| BW   | Datei hochladen | Brunnen HERIS-ID: 261300seit 2025                                                                                      | gegenüber Häfenberg 4 Standort KG: Dornbirn          | Der Laufbrunnen am Häfenberg wird in einer Publikation des Dornbirner Stadtarchivs als „schöne Ergänzung zum denkmalgeschützten Ensemble der Häuser Häfenberg Nr. 1–4“ beschrieben. Das Wasser gelangt mit einer 70 Meter langen Leitung aus zwei Hochbehältern mit 3 m³ (errichtet 1926) und 13 m³ (1958) Fassungsvermögen in den Brunnen. Die Behälter selbst werden über eine 500 Meter lange Leitung aus einer Quelle zwischen Watzenegg und Heilenberg gespeist. Der Brunnentrog war ursprünglich aus Holz und wurde 1950 durch einen Betontrog ersetzt. | BDA-Hist.: Q135167691 Status: Bescheid Stand der BDA-Liste: 2025-06-30 Name: Brunnen GstNr.: 20040 |
| ja   | Datei hochladen | Kath. Pfarrkirche Zu Unserer Lieben Frau Mariä Heimsuchung HERIS-ID: 11497 Objekt-ID: 7598                             | Haselstauderstraße 503 Standort KG: Dornbirn         | Die Stadtpfarrkirche Zu Unserer Lieben Frau Mariä Heimsuchung ist die zentrale Stadtteilkirche des Stadtbezirks Haselstauden. | BDA-Hist.: Q19856965 Status: § 2a Stand der BDA-Liste: 2025-06-30 Name: Kath. Pfarrkirche Zu Unserer Lieben Frau Mariä Heimsuchung GstNr.: .1243 Stadtpfarrkirche Maria Heimsuchung (Haselstauden)                                                                       |
| ja   | Datei hochladen | Bauernhaus HERIS-ID: 10064 Objekt-ID: 6116                                                                             | Hatlerstraße 53 Standort KG: Dornbirn                | Der zweigeschoßige Wohnteil des Bauernhauses auf einem niedrigen Mauersockel wurde im 18. Jahrhundert und der ersten Hälfte des 19. Jahrhunderts errichtet. | BDA-Hist.: Q38056465 Status: Bescheid Stand der BDA-Liste: 2025-06-30 Name: Bauernhaus GstNr.: .217 Farmhouse Hatlerstraße 53, Dornbirn |
| ja   | Datei hochladen | Brunnenanlage HERIS-ID: 11505 Objekt-ID: 7606                                                                          | bei Hintere Achmühlerstraße 26 Standort KG: Dornbirn | Der „Untere Hinterachmühler Brunnen“, bereits in einer 1826 veröffentlichten Karte von Alois Negrelli eingezeichnet, wird aus Quellen im Bereich des sogenannten Oberloches am Berghang gespeist. Beim „Oberen Hinterachmühler Brunnen“ wird das zugeleitete Wasser mittels einer Zunge aufgeteilt, sodass drei Siebtel davon beim unteren Brunnen ankommen. Das Überlaufbecken an der Längsseite diente einst zum Wäschewaschen; als Erleichterung für diese Tätigkeit wurde davor eine Steinbank aufgestellt. | BDA-Hist.: Q38103128 Status: § 2a Stand der BDA-Liste: 2025-06-30 Name: Brunnenanlage GstNr.: 20297 Hintere Achmühlerstraße 26, Brunnenanlage |
| ja   | Datei hochladen | Bauernhof (Anlage) HERIS-ID: 11511 Objekt-ID: 7612seit 2014                                                            | Hohlen 2 Standort KG: Dornbirn                       | Das Rheintalhaus Hohlen 2, errichtet im frühen 19. Jahrhundert, hat an der Giebelfassade vorgezogene Klebedächer mit Kehlung und ein über dem Wirtschaftstrakt weit überstehendes Dach. Die Fenster, zum Teil eng versprosst, sind durch Schuber und Jalousienläden verschließbar. Nebengebäude sind ein Bienenhaus und eine teils gemauerte Waschküche. | BDA-Hist.: Q38103392 Status: Bescheid Stand der BDA-Liste: 2025-06-30 Name: Bauernhof (Anlage) GstNr.: 12012/2 Farmhouse Hohlen 2, Dornbirn |
| ja   | Datei hochladen | Bezirksgericht HERIS-ID: 10155 Objekt-ID: 6208                                                                         | Kapuzinergasse 12 Standort KG: Dornbirn              | Das Bezirksgericht wurde 1911 in einem zu dieser Zeit typischen ärarischen Stil mit Heimatstilelementen erbaut. | BDA-Hist.: Q56395629 Status: § 2a Stand der BDA-Liste: 2025-06-30 Name: Bezirksgericht GstNr.: .2536 Bezirksgericht Dornbirn, Kapuzinergasse 12 |
| ja   | Datei hochladen | Gast- und Wohnhaus Bad Kehlegg HERIS-ID: 256618seit 2025                                                               | Kehlegg 41 Standort KG: Dornbirn                     | Das Gasthaus Bad Kehlegg wurde früher auch als Heilbad betrieben. Erste Belege eines Badebetriebs sind aus dem 15. Jahrhundert überliefert. 1904 erfolgte ein wesentlicher Ausbau. | BDA-Hist.: Q21012024 Status: Bescheid Stand der BDA-Liste: 2025-06-30 Name: Gast- und Wohnhaus Bad Kehlegg GstNr.: 15671, 15668/3 Bad Kehlegg |
| ja   | Datei hochladen | Ortskapelle Maria Schnee, Kehlegg HERIS-ID: 56163 Objekt-ID: 65222                                                     | Kehlegg 86 Standort KG: Dornbirn                     | Die Kapelle Maria Schnee, eine Filiale der Pfarre Oberdorf, wurde 1973 als Ersatz für eine ältere Kapelle errichtet. Sie hat einen annähernd rechteckigen Grundriss mit Südwest/Nordost-Ausrichtung, ein Satteldach mit Kupfereindeckung und großzügige Sprossenfenster im Giebelbereich. Der freistehende Glockenturm im Süden ist etwa 6 m hoch und somit deutlich niedriger als die 12 m hohe Kirche. Zur Ausstattung zählen unter anderem eine Madonnenstatue, die auf die Zeit um 1470 datiert wird, und ein um 1430 angefertigtes Kruzifix. | BDA-Hist.: Q20731350 Status: § 2a Stand der BDA-Liste: 2025-06-30 Name: Ortskapelle Maria Schnee, Kehlegg GstNr.: .1479 Kapelle Maria Schnee, Kehlegg |
| ja   | Datei hochladen | Bauernhaus HERIS-ID: 11519 Objekt-ID: 7620                                                                             | Kehlegg 17 Standort KG: Dornbirn                     | Das Bauernhaus Kahlegg 17 ist ein typisches Rheintalhaus, um 1700 errichtet und noch im Originalzustand erhalten. | BDA-Hist.: Q38103651 Status: Bescheid Stand der BDA-Liste: 2025-06-30 Name: Bauernhaus GstNr.: .1577 |
| ja   | Datei hochladen | Wohnhaus, Rheintalhaus HERIS-ID: 9650 Objekt-ID: 5628                                                                  | Kehlerstraße 52 Standort KG: Dornbirn                | Der verschindelte Blockbau auf hohem Kellersockel stammt im Kern aus dem 17. Jahrhundert. | BDA-Hist.: Q38042429 Status: Bescheid Stand der BDA-Liste: 2025-06-30 Name: Wohnhaus, Rheintalhaus GstNr.: .1069/1 Kehlerstraße 52 |
| ja   | Datei hochladen | Kapelle Hl. Dreifaltigkeit und 14 Nothelfer HERIS-ID: 11522 Objekt-ID: 7623                                            | Kehlerstraße 75a Standort KG: Dornbirn               | Die Kapelle in Kehlen, 1867 errichtet, ist auf die hl. Dreifaltigkeit und die Vierzehn Nothelfer geweiht. Sie hat einen rechteckigen Grundriss mit Südost/Nordwest-Ausrichtung, an der Altarseite als 5⁄8-Schluss abgerundet. Südöstlich befindet sich eine einfache Eingangstür aus Holz, darüber ein Kreisfenster. Auf dem Satteldach erhebt sich ein geschindelter Glockendachreiter mit Giebelspitzhelm. Im Südwesten ist eine Sakristei mit Walmdach angebaut. | BDA-Hist.: Q20021669 Status: Bescheid Stand der BDA-Liste: 2025-06-30 Name: Kapelle Hl. Dreifaltigkeit und 14 Nothelfer GstNr.: .1065 Kapelle Hl Dreifaltigkeit und 14 Nothelfer (Haselstauden)                                                                          |
| ja   | Datei hochladen | Atelier und Wohnhaus Alfons Luger HERIS-ID: 11520 Objekt-ID: 7621seit 2014                                             | Kellenbühel 4 Standort KG: Dornbirn                  | Der Dornbirner Maler Alfons Luger ließ sich 1904 vom Architekten Josef Schöch diesen markanten Bau mit turmartigen Erkern errichten, der dem ehemaligen „Schloss Oberdorf“ nachempfunden ist. Ursprünglich war das von den Dornbirnern „Pinselburg“ genannte Gebäude nur als Atelier geplant, erst später verwendete Luger es auch als Wohnhaus. | BDA-Hist.: Q38103661 Status: Bescheid Stand der BDA-Liste: 2025-06-30 Name: Atelier und Wohnhaus Alfons Luger GstNr.: .2250 Kellenbühel 4 (Dornbirn) |
| ja   | Datei hochladen | Wohnhaus Fritz HERIS-ID: 112357 Objekt-ID: 130500seit 2018                                                             | Kellenbühel 5 Standort KG: Dornbirn                  | Das Haus des Architekten Alfons Fritz, mit annähernd rechteckigem Grundriss und unregelmäßig vorspringenden Elementen, wurde 1931 nach seinen eigenen Plänen errichtet und beherbergte sowohl einen Wohnbereich als auch die Räumlichkeiten für Fritz’ Architekturbüro mit eigenem Eingang. | BDA-Hist.: Q63381163 Status: Bescheid Stand der BDA-Liste: 2025-06-30 Name: Wohnhaus Fritz GstNr.: .2820 Kellenbühel 5 (Dornbirn) |
| ja   | Datei hochladen | Pfarrkirche hl. Sebastian HERIS-ID: 11462 Objekt-ID: 7563                                                              | Oberdorferstraße 8 Standort KG: Dornbirn             | Die Kirche im Stadtbezirk Oberdorf (Patrozinium: hl. Sebastian) wurde 1826/1827 als Ersatz für eine kleinere Expositurkapelle von 1467 errichtet, 1875 erstmals im Inneren renoviert und 1888 zur Pfarrkirche erhoben. Der ursprünglich mit Eisenblech eingedeckte Turm erhielt 1925 eine Haube aus Kupferblech. 1914/1915 wurde die Kirche um zehn Meter nach Westen verlängert, ein weiterer Ausbau erfolgte 1927/1928. Im Jahr 1952 entstand die zweistöckige Sakristei. | BDA-Hist.: Q23541752 Status: § 2a Stand der BDA-Liste: 2025-06-30 Name: Stadtpfarrkirche hl. Sebastian GstNr.: .952 Stadtpfarrkirche Hl. Sebastian (Dornbirn) |
| ja   | Datei hochladen | Bürgerhaus, Luger-Haus HERIS-ID: 9627 Objekt-ID: 5605                                                                  | Kirchgasse 6 Standort KG: Dornbirn                   | Das dreigeschoßige Wohnhaus mit steilem Satteldach ist im Korbbogenportal mit 1837 bezeichnet. | BDA-Hist.: Q38041964 Status: Bescheid Stand der BDA-Liste: 2025-06-30 Name: Bürgerhaus, Luger-Haus GstNr.: .951 Luger Haus (Dornbirn) |
| ja   | Datei hochladen | Rheintalhaus HERIS-ID: 9596 Objekt-ID: 5572                                                                            | Klostergasse 1 Standort KG: Dornbirn                 | Das ehemalige hölzerne Bauernhaus stammt aus der Zeit um 1700. Es wurde als Blockbau in Kopfbaustrickweise errichtet. | BDA-Hist.: Q20170799 Status: Bescheid Stand der BDA-Liste: 2025-06-30 Name: Bauernhaus GstNr.: .532 |
| ja   | Datei hochladen | St. Martinsbrunnen HERIS-ID: 11528 Objekt-ID: 7629                                                                     | Marktplatz Standort KG: Dornbirn                     | Der Martinsbrunnen wurde 1662 erstmals urkundlich erwähnt. 1829 wurde das hölzerne Brunnenbett durch eine Steinkonstruktion ersetzt. | BDA-Hist.: Q38103886 Status: § 2a Stand der BDA-Liste: 2025-06-30 Name: St. Martinsbrunnen GstNr.: 20293 St. Martinsbrunnen (Dornbirn) |
| ja   | Datei hochladen | Stadtpfarrkirche St. Martin HERIS-ID: 7685 Objekt-ID: 3625                                                             | Marktplatz 1 Standort KG: Dornbirn                   | In den Jahren 1839 bis 1840 erfolgte der heutige Neubau nach den Plänen von Martin von Kink. Von 1967 bis 1969 erfolgte eine Innenrestaurierung und Umgestaltung mit Architekt Emil Steffan. Fresken malte Franz Plattner (1876–1878) und Josef Huber (1923). | BDA-Hist.: Q1739247 Status: § 2a Stand der BDA-Liste: 2025-06-30 Name: Stadtpfarrkirche St. Martin GstNr.: .539 Stadtpfarrkirche St. Martin (Dornbirn) |
| ja   | Datei hochladen | Pfarrhof HERIS-ID: 8201 Objekt-ID: 4149                                                                                | Marktplatz 1 Standort KG: Dornbirn                   | Der Pfarrhof mit vorgesetztem Giebel auf ionischen Rundsäulen wurde um 1880 im Stil der Neorenaissance erbaut. | BDA-Hist.: Q37998018 Status: § 2a Stand der BDA-Liste: 2025-06-30 Name: Pfarrhof GstNr.: 6656 Pfarrhof St. Martin (Dornbirn) |
| ja   | Datei hochladen | Wohn- und Geschäftshaus, Feurstein-Haus HERIS-ID: 9587 Objekt-ID: 5563                                                 | Marktplatz 8 Standort KG: Dornbirn                   | Das Feurstein-Haus, 1611 anstelle eines mittelalterlichen Vorgängerbaus errichtet, ist nach einem Kaufmann benannt, der darin im 19. Jahrhundert ein Geschäftslokal betrieb. Die markante Fassade im Stil der Neorenaissance wurde im Zuge einer Renovierung im Jahr 1897 geschaffen. | BDA-Hist.: Q19279598 Status: Bescheid Stand der BDA-Liste: 2025-06-30 Name: Wohn- und Geschäftshaus, Feuerstein-Haus GstNr.: .645 Feurstein-Haus |
| ja   | Datei hochladen | Wohn- und Geschäftshaus HERIS-ID: 112330 Objekt-ID: 130472seit 2017                                                    | Marktplatz 7 Standort KG: Dornbirn                   | Das dreigeschoßige Wohn- und Geschäftshaus mit steilem Giebel weist historistische Fensterverdachungen auf. | BDA-Hist.: Q37830481 Status: Bescheid Stand der BDA-Liste: 2025-06-30 Name: Wohn- und Geschäftshaus GstNr.: .642 Marktplatz 7 (Dornbirn) |
| ja   | Datei hochladen | Wohn- und Geschäftshaus, Steinhauser-Haus HERIS-ID: 8075 Objekt-ID: 4022                                               | Marktplatz 9 Standort KG: Dornbirn                   | Das Steinhauser- oder Johann-Luger-Haus am Marktplatz erhielt sein durch Elemente des Jugendstils und der Nationalromantik geprägtes Äußeres (Eckturm mit Heldach, geschwungener Knickgiebel, Erker) im Zuge eines Umbaus unter Leitung des Architekten Hanns Kornberger im Auftrag des Kaufmanns Johann Luger in den Jahren 1901–1902. Ab dem 17. Jahrhundert befand sich an dieser Stelle ein als Rheintalhaus ausgeführter Gasthof, der aus einem ehemaligen Stadel des Feurstein-Hauses hervorgegangen war. Das frühere Erscheinungsbild wurde durch den Umbau vollständig überformt. 1987 kam es zu einem Brand, der das Innere des Hauses zerstörte; die Fassade konnte jedoch gerettet werden.                                   | BDA-Hist.: Q18021226 Status: Bescheid Stand der BDA-Liste: 2025-06-30 Name: Wohn- und Geschäftshaus, Steinhauser-Haus GstNr.: .650 Johann-Luger-Haus (Dornbirn) |
| ja   | Datei hochladen | Lorenz-Rhomberg-Haus, Stadtmuseum HERIS-ID: 10851 Objekt-ID: 6916                                                      | Marktplatz 11 Standort KG: Dornbirn                  | Das Lorenz-Rhomberg-Haus wurde 1796 im Auftrag des Leinwandherrn und Gemeindeammanns Josef Anton Lantner als bürgerliches Stadtpalais erbaut. Baumeister war Sigmund Hilbe, der später auch das Adolf-Rhomberg-Haus in der Marktstraße errichten sollte. Ab 1835 war das Haus für fünf Generationen im Besitz der Familie Rhomberg, bis es Lorenz Rhomberg 1953 in den Besitz der Stadt Dornbirn übergab. Nach einer Sanierung wurde im Jahr 1994 im Keller und Erdgeschoß das Stadtarchiv und 1997 in den oberen Stockwerken das Stadtmuseum untergebracht. | BDA-Hist.: Q1870033 Status: § 2a Stand der BDA-Liste: 2025-06-30 Name: Lorenz-Rhomberg-Haus, Stadtmuseum GstNr.: .654 Lorenz-Rhomberg-Haus (Dornbirn) |
| ja   | Datei hochladen | Wohn- und Geschäftshaus, Rotes Haus HERIS-ID: 10850 Objekt-ID: 6915                                                    | Marktplatz 13 Standort KG: Dornbirn                  | Das Rote Haus ist das Wahrzeichen Dornbirns und stammt aus dem Jahr 1639. | BDA-Hist.: Q1791706 Status: Bescheid Stand der BDA-Liste: 2025-06-30 Name: Wohn- und Geschäftshaus, Rotes Haus GstNr.: .498/1 Rotes Haus (Dornbirn) |
| ja   | Datei hochladen | Wohn- und Geschäftshaus HERIS-ID: 11348 Objekt-ID: 7433seit 2015                                                       | Marktplatz 14 Standort KG: Dornbirn                  | Das Gebäude wurde 1907/08 von Baumeister und Architekten Albrich errichtet. Es handelt sich hierbei um ein Wohnhaus mit Geschäftslokal mit polygonalem Mittelerker und Jugendstilputzfassade. | BDA-Hist.: Q38097671 Status: Bescheid Stand der BDA-Liste: 2025-06-30 Name: Wohn- und Geschäftshaus GstNr.: .498/2 Marktplatz 14 (Dornbirn) |
| ja   | Datei hochladen | Bürgerhaus, Alte Schreibstube HERIS-ID: 10852 Objekt-ID: 6917                                                          | Marktstraße 2 Standort KG: Dornbirn                  | Das dreigeschoßige Haus mit Korbbogenportal und historistischer Fassade wurde im Jahr 1795 erbaut. | BDA-Hist.: Q38083663 Status: Bescheid Stand der BDA-Liste: 2025-06-30 Name: Bürgerhaus, Alte Schreibstube GstNr.: .497 Alte Schreibstube Herrburger und Rhomberg |
| ja   | Datei hochladen | Gartenpalais, Landeshauptmann Rhomberg-Haus HERIS-ID: 10849 Objekt-ID: 6914                                            | Marktstraße 26 Standort KG: Dornbirn                 | Das Adolf-Rhomberg-Haus wurde 1798–1799 von Baumeister Sigmund Hilbe für den Textilunternehmer Marx Alois Luger als dreigeschoßiges Bürgerhaus errichtet. 1900 wurde es durch Hanns Kornberger im Jugendstil umgestaltet. Benannt ist es nach einem seiner früheren Bewohner, den ehemaligen Vorarlberger Landeshauptmann Adolf Rhomberg. | BDA-Hist.: Q360623 Status: Bescheid Stand der BDA-Liste: 2025-06-30 Name: Gartenpalais, Landeshauptmann Rhomberg-Haus GstNr.: .465 Adolf-Rhomberg-Haus (Dornbirn) |
| ja   | Datei hochladen | Wohn- und Geschäftshaus Waibel HERIS-ID: 112358 Objekt-ID: 130501seit 2018                                             | Marktstraße 29 Standort KG: Dornbirn                 | 1929/1930 nach Plänen von Alfons Fritz im Stil der Zwischenkriegszeit errichtet, ist dieses Wohn- und Geschäftshaus gekennzeichnet durch eine abgerundete Gestaltung der Ecke zur Schillerstraße sowie durch eine kräftige Profilierungen und glatte Putzrahmen der Fenster. | BDA-Hist.: Q105646801 Status: Bescheid Stand der BDA-Liste: 2025-06-30 Name: Wohn- und Geschäftshaus Waibel GstNr.: .474/1 |
| ja   | Datei hochladen | Kapuzinerklosteranlage hl. Josef HERIS-ID: 10848 Objekt-ID: 6913                                                       | Marktstraße 49 Standort KG: Dornbirn                 | Die Kapuzinerkirche ist ein einfacher Saalbau unter einem Satteldach und wurde in den Jahren 1893/94 errichtet. | BDA-Hist.: Q38083543 Status: § 2a Stand der BDA-Liste: 2025-06-30 Name: Kapuzinerklosteranlage hl. Josef GstNr.: .1899, .1900, 6960, 6961/1 Kapuzinerkloster Dornbirn |
| ja   | Datei hochladen | Villa HERIS-ID: 11316 Objekt-ID: 7401                                                                                  | Marktstraße 51 Standort KG: Dornbirn                 | Die strenghistoristische Villa mit Eingangsverdachung auf toskanischen Säulen und Balkon wurde in der 2. Hälfte des 19. Jahrhunderts erbaut. | BDA-Hist.: Q38096430 Status: § 2a Stand der BDA-Liste: 2025-06-30 Name: Villa GstNr.: .458 Villa Marktstraße 51, Dornbirn |
| ja   | Datei hochladen | Bauernhof, Rheintaler Einhof HERIS-ID: 10847 Objekt-ID: 6912                                                           | Mitteldorfgasse 10 Standort KG: Dornbirn             | Der Wohnteil des Bauernhofs ist ein Blockbau mit Kopfstrick auf hohem Kellersockel und stammt wahrscheinlich aus dem 18. Jahrhundert. | BDA-Hist.: Q38083459 Status: Bescheid Stand der BDA-Liste: 2025-06-30 Name: Bauernhof, Rheintaler Einhof GstNr.: .1299 Mitteldorfgasse 10 (Dornbirn) |
| ja   | Datei hochladen | Kath. Pfarrkirche zum hl. Leopold HERIS-ID: 11503 Objekt-ID: 7604                                                      | Mittelfeldstraße 3 Standort KG: Dornbirn             | Beim Bau dieser neuromanischen Kirche im Münchener Rundbogenstil nach Plänen des bayrischen Hofbauinspektors Eduard von Riedel in den Jahren 1860–1866 war Hatlerdorf noch eine Expositur der Pfarre St. Martin. Die durch ihre Farbenpracht bemerkenswerte Ausmalung des Tonnengewölbes über dem Langhaus wurde 1890–1892 von dem schwäbischen Maler Hermann Lang (Bilder) und den württembergischen Künstler Hans Martin (Dekorationsmalerei) geschaffen. 1896 erfolgte die Erhebung zur Pfarrkirche. | BDA-Hist.: Q2327861 Status: § 2a Stand der BDA-Liste: 2025-06-30 Name: Kath. Pfarrkirche zum hl. Leopold GstNr.: .195 Stadtpfarrkirche Hl. Leopold (Hatlerdorf) |
| ja   | Datei hochladen | Wohnhaus HERIS-ID: 10845 Objekt-ID: 6910                                                                               | Mozartstraße 7 Standort KG: Dornbirn                 | Die landhausartige Villa mit einem Stiegenhausbereich im Jugendstil und einem Kreuzgiebel wurde um 1900 erbaut. | BDA-Hist.: Q38083252 Status: Bescheid Stand der BDA-Liste: 2025-06-30 Name: Wohnhaus GstNr.: 6620/6 |
| ja   | Datei hochladen | Wohnhaus HERIS-ID: 111829 Objekt-ID: 129839seit 2013                                                                   | Mozartstraße 16 Standort KG: Dornbirn                | Das Wohnhaus mit üppigem Balkenstrickwerk zur Straße wurde um das Jahr 1910 im Heimatstil errichtet. | BDA-Hist.: Q37826996 Status: Bescheid Stand der BDA-Liste: 2025-06-30 Name: Wohnhaus GstNr.: .2004 |
| ja   | Datei hochladen | Villa Viktor Hämmerle HERIS-ID: 7405 Objekt-ID: 3339seit 2013                                                          | Oberdorferstraße 4 Standort KG: Dornbirn             | Die Villa mit überdachtem Eingangsbereich und achteckigem Turm wurde von 1908 bis 1911 im Heimatstil errichtet. | BDA-Hist.: Q37960817 Status: Bescheid Stand der BDA-Liste: 2025-06-30 Name: Villa Viktor Hämmerle GstNr.: .2393, 7707/2 Oberdorferstr. 4 (Dornbirn) |
| ja   | Datei hochladen | Wohnhaus, Kaplanhaus HERIS-ID: 10846 Objekt-ID: 6911                                                                   | Oberdorferstraße 6 Standort KG: Dornbirn             | Das sogenannte Kaplanhaus wurde auf einem Mauersockel in Blockbauweise errichtet. Im Inneren sind Malereien aus dem Jahr 1780 erhalten. | BDA-Hist.: Q38083360 Status: Bescheid Stand der BDA-Liste: 2025-06-30 Name: Wohnhaus, Kaplanhaus GstNr.: .953 Bauernhaus Oberdorf |
| ja   | Datei hochladen | Gasthaus zum Schloßbräu HERIS-ID: 10844 Objekt-ID: 6909                                                                | Oberdorferstraße 9 Standort KG: Dornbirn             | Das Gasthaus zum Schloßbräu ist am Schlussstein der Eingangstür mit 1826 bezeichnet, was als Jahreszahl einer Renovierung durch den damaligen Besitzer Josef Ulmer gedeutet wird. 1737 wurde an dieser Stelle ein Gasthaus namens „Gans“ erwähnt. In einer Publikation des Verschönerungsvereins von 1895 taucht bereits der Name „Schloßbräu“ auf. Zusammen mit Kirche und Kaplanhaus bildet das Gebäude das historische Zentrum des Oberdorfes. Bei einer Renovierung 1978 stieß man unter dem Verputz auf Fachwerk, das in der Folge über der renovierten Fassade nachgebildet wurde. Ein bemerkenswertes Detail an der Hausfront ist das Firmenschild eines ehemaligen „Raseurs“ mit Rasierschale.                                  | BDA-Hist.: Q38083138 Status: Bescheid Stand der BDA-Liste: 2025-06-30 Name: Gasthaus zum Schloßbräu GstNr.: .970 Gasthaus zum Schloßbräu, Dornbirn |
| ja   | Datei hochladen | Kapelle hl. Ottilie HERIS-ID: 10843 Objekt-ID: 6908                                                                    | Oberfallenberg Standort KG: Dornbirn                 | Die Kapelle hl. Ottilie wurde 1860–1862 im Auftrag des Dornbirner Weinhändlers Matthäus Thurnher errichtet. Sie ist südwestlich/nordöstlich ausgerichtet und hat einen annähernd rechteckigen Grundriss mit abgerundeten Außenwänden im Nordosten und hohen Rundbogenfenstern. Zugänglich ist sie an der Südwestseite durch eine kunstvoll ausgeführte Holztür mit kreuzförmigem Sichtfenster. Darüber erhebt sich auf dem eternitgedeckten Satteldach ein 1990 erneuerter Glockendachreiter mit vierseitigem Spitzhelm. Der Innenraum liegt unter einem Tonnengewölbe. | BDA-Hist.: Q20679943 Status: § 2a Stand der BDA-Liste: 2025-06-30 Name: Kapelle hl. Ottilie GstNr.: .1421 Kapelle Hl. Ottilie (Oberfallenberg) |
| ja   | Datei hochladen | Villa Auf der Flur HERIS-ID: 11536 Objekt-ID: 7638seit 2012                                                            | Radetzkystraße 18 Standort KG: Dornbirn              | Die spätgründerzeitliche Villa wurde um 1900 erbaut. | BDA-Hist.: Q38104073 Status: Bescheid Stand der BDA-Liste: 2025-06-30 Name: Villa Auf der Flur GstNr.: 7831/4 |
| ja   | Datei hochladen | Dr.-Georg-Waibel-Denkmal HERIS-ID: 10842 Objekt-ID: 6907                                                               | Rathausplatz 2 Standort KG: Dornbirn                 | Das Denkmal für den einstigen langjährigen Bürgermeister Johann Georg Waibel wurde um 1910 geschaffen. | BDA-Hist.: Q38083013 Status: § 2a Stand der BDA-Liste: 2025-06-30 Name: Dr. Georg Waibel-Denkmal GstNr.: 19918/2 Johann Georg Waibel Denkmal |
| ja   | Datei hochladen | Altes und neues Rathaus/ehem. Kornhaus HERIS-ID: 10828 Objekt-ID: 6893                                                 | Rathausplatz 2 Standort KG: Dornbirn                 | Das Rathaus mit arkadiertem Eingangsbereich wurde in den Jahren 1926 und 1940 umgebaut. | BDA-Hist.: Q38082578 Status: Bescheid Stand der BDA-Liste: 2025-06-30 Name: Altes und neues Rathaus/ehem. Kornhaus GstNr.: .658 Rathaus Dornbirn |
| ja   | Datei hochladen | Romberger Kapelle HERIS-ID: 11539 Objekt-ID: 7641                                                                      | Romberg 4, nördlich Standort KG: Dornbirn            | Die Kapelle Maria vom Siege in der Rotte Rhomberg wurde um das Jahr 1870 erbaut. | BDA-Hist.: Q38104128 Status: § 2a Stand der BDA-Liste: 2025-06-30 Name: Romberger Kapelle GstNr.: .1017 Romberger Kapelle |
| ja   | Datei hochladen | Anlage Kath. Pfarrkirche hl. Christoph und Pfarrzentrum Rohrbach HERIS-ID: 249913 Objekt-ID: 65216                     | Rohrbach 37 Standort KG: Dornbirn                    | Die Pfarrkirche Rohrbach, 1963/1964 nach Plänen von Norbert Kopf und Norbert Klotz errichtet, ist ein flach gedeckter Saalbau mit eingezogenem, gerade geschlossenem Chor, Betonglasfenstern von Albert Birkle und vorgebautem Nordturm. Als Verbindung zwischen Hauptbau und Turm fungiert eine Marienkapelle (ehemals Taufkapelle). Zur Ausstattung zählen unter anderem ein Altarkreuz, ein Tabernakel und Leuchter von Emil Gehrer. | BDA-Hist.: Q19971367 Status: Bescheid Stand der BDA-Liste: 2025-06-30 Name: Dornbirn - Anlage Kath. Pfarrkirche hl. Christoph und Pfarrzentrum Rohrbach GstNr.: 9004, 9001/4 Pfarrkirche Hl. Christoph (Rohrbach)                                                        |
| ja   | Datei hochladen | Städtische Musikschule HERIS-ID: 10841 Objekt-ID: 6906                                                                 | Rosenstraße 6 Standort KG: Dornbirn                  | Der würfelartige späthistoristische Bau der Musikschule entstand um das Jahr 1900. | BDA-Hist.: Q38082978 Status: § 2a Stand der BDA-Liste: 2025-06-30 Name: Städtische Musikschule GstNr.: .2113 Städtische Musikschule Dornbirn |
| ja   | Datei hochladen | Evangelische Heilandskirche HERIS-ID: 11540 Objekt-ID: 7642                                                            | Rosenstraße 8 Standort KG: Dornbirn                  | Die 1931 geweihte evangelisch-reformierte Heilandskirche wurde nach Plänen des Architekten Otto Bartning errichtet, die bereits 1909 für die baugleiche Kirche der Gemeinde Schenkenhan in Böhmen zur Anwendung kamen. Der schlichte achteckige Kirchenraum mit Galerie und vier halbkreisförmigen Vorspielen wird von einem Zeltdach mit Laterne bekrönt. | BDA-Hist.: Q1594751 Status: § 2a Stand der BDA-Liste: 2025-06-30 Name: Evangelische Heilandkirche GstNr.: .2805 Heilandskirche Dornbirn |
| ja   | Datei hochladen | ORF-Landesstudio HERIS-ID: 11444 Objekt-ID: 7544                                                                       | Rundfunkplatz 1 Standort KG: Dornbirn                | Die Landesstudios des ORF schauen in fast allen Bundesländern ähnlich aus, da sie alle vom Architekten Gustav Peichl im einheitlichen, futuristischen Design entworfen wurden. | BDA-Hist.: Q28043015 Status: Bescheid Stand der BDA-Liste: 2025-06-30 Name: ORF-Landesstudio GstNr.: 1182/5 ORF-Landesstudio Vorarlberg (Dornbirn) |
| ja   | Datei hochladen | Salzmanner Kapelle – hl. Maria HERIS-ID: 10840 Objekt-ID: 6905                                                         | Salzmann Standort KG: Dornbirn                       | Die Kapelle ist ein rechteckiger Bau mit eingezogener Rundapsis und Glockendachreiter. Vor dem Altar steht eine Figur der hl. Maria mit Kind aus der Mitte des 18. Jahrhunderts. | BDA-Hist.: Q38082924 Status: § 2a Stand der BDA-Liste: 2025-06-30 Name: Salzmanner Kapelle – hl. Maria GstNr.: .1611 Salzmanner Kapelle Hl. Maria (Salzmann) |
| ja   | Datei hochladen | Villenanlage HERIS-ID: 112315 Objekt-ID: 130429seit 2014                                                               | Schillerstraße 9 Standort KG: Dornbirn               | Die Villa mit antikisierendem Eingang und variierenden Dachformen wurde in den Jahren 1911/12 im Heimatstil erbaut. | BDA-Hist.: Q37830428 Status: Bescheid Stand der BDA-Liste: 2025-06-30 Name: Villenanlage GstNr.: .2480, 6903 Schillerstrasse 9 (Dornbirn) |
| ja   | Datei hochladen | Villa Dr. Leo Herburger HERIS-ID: 10880 Objekt-ID: 6945                                                                | Schillerstraße 12 Standort KG: Dornbirn              | Die historistische Villa aus dem späten 19. Jahrhundert steht in einem parkartigen Garten. Ihre Fassade in pompejanischem Rot weist zwei stark vortretende vergiebelte Seitenrisalite auf. | BDA-Hist.: Q38084343 Status: Bescheid Stand der BDA-Liste: 2025-06-30 Name: Villa Dr. Leo Herburger GstNr.: 6961/3, .1677/1 Schillerstraße 12 (Dornbirn) |
| ja   | Datei hochladen | Wohnhaus, Kalb-Haus HERIS-ID: 7243 Objekt-ID: 3133seit 2016                                                            | Schillerstraße 22 Standort KG: Dornbirn              | Das Wohnhaus mit Veranden auf beiden Seiten und einem turmartigen Aufbau wurde um das Jahr 1900 im Heimatstil errichtet. | BDA-Hist.: Q37953232 Status: Bescheid Stand der BDA-Liste: 2025-06-30 Name: Wohnhaus, Kalb-Haus GstNr.: 6966/2 |
| ja   | Datei hochladen | Alter Pfarrhof HERIS-ID: 10838 Objekt-ID: 6903                                                                         | Schloßgasse 2 Standort KG: Dornbirn                  | Der dreigeschoßige Alte Pfarrhof mit gemauertem Sockel, Holzausfachungen und Kreuzgiebel wurde bereits um das Jahr 1600 erbaut. | BDA-Hist.: Q38082877 Status: Bescheid Stand der BDA-Liste: 2025-06-30 Name: Alter Pfarrhof GstNr.: .969/1 Schloßgasse 2, (Dornbirn) |
| ja   | Datei hochladen | Bauernhaus, sog. Loackerhaus HERIS-ID: 10837 Objekt-ID: 6902                                                           | Schmelzhütterstraße 3 Standort KG: Dornbirn          | Die Fassade des Bauernhauses zeigt Rokokodekorationsmalereien auf Ochsenblutgrund. | BDA-Hist.: Q38082864 Status: Bescheid Stand der BDA-Liste: 2025-06-30 Name: Bauernhaus, sog. Loackerhaus GstNr.: .390 Loackerhaus (Dornbirn) |
| ja   | Datei hochladen | Arbeiterwohnhaus HERIS-ID: 112334 Objekt-ID: 130477seit 2015                                                           | Schmelzhütterstraße 30 Standort KG: Dornbirn         | Das Arbeiterhaus wurde 1908 im Auftrag der Firma Heerburger und Rhomberg unter der Bauleitung von Albrich nach Plänen des Architekten Hanns Kornberger im Heimatstil mit Jugendstilelementen errichtet. | BDA-Hist.: Q37830487 Status: Bescheid Stand der BDA-Liste: 2025-06-30 Name: Arbeiterwohnhaus GstNr.: .1169 Schmelzhütterstr. 30 (Dornbirn) |
| ja   | Datei hochladen | Kath. Pfarrkirche Bruder Klaus, Schoren HERIS-ID: 56161 Objekt-ID: 65220                                               | Schorenquelle 5 Standort KG: Dornbirn                | Die 1965 auf den hl. Bruder Klaus geweihte Pfarrkirche des Stadtteils Schoren, errichtet nach Plänen von Norbert Kotz in den Jahren 1962/1963, verfügt über einen Zentralbau mit elliptischem Grundriss, hohe Betonglasfenster von Martin Häusle, eine angebaute Taufkapelle und einen freistehenden Turm. 1986 durch einen Brand schwer beschädigt, erhielt sie 1987 ein neues Altarbild von Hubert Schmalix. Zur Ausstattung zählen ein Marmoraltar, ein Taufbrunnen, ein Weihwasserbecken, eine 1988 angefertigte Rieger-Orgel und eine Reliquie des Kirchenpatrons. | BDA-Hist.: Q19971368 Status: § 2a Stand der BDA-Liste: 2025-06-30 Name: Kath. Pfarrkirche Bruder Klaus, Schoren GstNr.: 1237/1 Pfarrkirche hl. Bruder Klaus (Schoren, Dornbirn)                                                                                          |
| ja   | Datei hochladen | Ärztekammer/Villa Lins HERIS-ID: 11546 Objekt-ID: 7648                                                                 | Schulgasse 17 Standort KG: Dornbirn                  | Die zweigeschoßige Jugendstilvilla mit seichtem Mittelrisalit wurde in den Jahren 1904/05 erbaut. | BDA-Hist.: Q38104312 Status: Bescheid Stand der BDA-Liste: 2025-06-30 Name: Ärztekammer/Villa Lins GstNr.: .2229 Schulgasse 17 Dornbirn |
| ja   | Datei hochladen | Villa HERIS-ID: 7522 Objekt-ID: 3457seit 2015                                                                          | Schulgasse 27 Standort KG: Dornbirn                  | Das Wohnhaus wurde um 1900 im Heimatstil errichtet. Es weist variierende Dächer auf und die Eingangsverdachung lagert auf ionisierenden Pfeilern. Der Stuck ist jugendstilartig. | BDA-Hist.: Q37967038 Status: Bescheid Stand der BDA-Liste: 2025-06-30 Name: Villa GstNr.: .2486 |
| ja   | Datei hochladen | Turnhalle Markt HERIS-ID: 111703 Objekt-ID: 129697seit 2012                                                            | Schulgasse 38 Standort KG: Dornbirn                  | Die Turnhalle Markt (auch Jahn-Turnhalle), 1876 für den Dornbirner Turnverein errichtet, ist die älteste Vereinsturnhalle Vorarlbergs. Sie verfügt über eine Apsis, hohe Fenster und eine Tribüne mit Stiegenaufgängen, die von Anfang an Veranstaltungen vor Publikum ermöglichte. 2012 erfolgte eine Renovierung nach Originalplänen. Dabei wurden auch die unter dem Putz gelegenen Malereien am Sockel der Halle wieder hergestellt. | BDA-Hist.: Q37826142 Status: Bescheid Stand der BDA-Liste: 2025-06-30 Name: Turnhalle Markt GstNr.: 6584/3 Turnhalle Markt, Dornbirn |
| ja   | Datei hochladen | Doppelwohnhaus HERIS-ID: 112299 Objekt-ID: 130411seit 2015                                                             | Schützenstraße 4 Standort KG: Dornbirn               | Das Gebäude ist ein geschindeltes Doppelhaus mit rückwärtiger Holzveranda. An der Vorderseite ist ein Portal aus Sandstein, das die Jahreszahl 1822 trägt. | BDA-Hist.: Q37830363 Status: Bescheid Stand der BDA-Liste: 2025-06-30 Name: Doppelwohnhaus GstNr.: .185/1, .185/2 Schützenstraße 2-4, Hatlerdorf |
| ja   | Datei hochladen | Waschhaus HERIS-ID: 11543 Objekt-ID: 7645seit 2015                                                                     | bei Sebastianstraße 4 Standort KG: Dornbirn          | Das Waschhaus weist ein Korbbogenportal aus Sandstein auf. | BDA-Hist.: Q38104244 Status: Bescheid Stand der BDA-Liste: 2025-06-30 Name: Waschhaus GstNr.: .702/1 Waschhaus Sebastianstraße, Dornbirn |
| ja   | Datei hochladen | Bauernhaus, Schlossguggerhaus HERIS-ID: 10836 Objekt-ID: 6901                                                          | Sebastianstraße 24 Standort KG: Dornbirn             | Das um 1294 in spätromanischer Bohlenständerbauweise mit liegenden Balken errichtete Schlossguggerhaus ist das älteste erhaltene Bauwerk Dornbirns und eines der ältesten dieser Art in Österreich. Ursprünglich vollständig aus Holz, wandelte es sich im Zuge mehrerer Umgestaltungen zu einem Mischbau aus Holz und Stein. Vormals wurde angenommen, dass es sich um ein Bauwerk aus dem 15. Jahrhundert handelt; erst dendrochronologische Untersuchungen im Jahr 2010 ermöglichten eine exakte Datierung. | BDA-Hist.: Q2244496 Status: Bescheid Stand der BDA-Liste: 2025-06-30 Name: Bauernhaus, Schloßguggerhaus GstNr.: .911 Schlossguggerhaus |
| ja   | Datei hochladen | Straßenbrücke, Senderbrücke HERIS-ID: 11549 Objekt-ID: 7651                                                            | Senderbrücke Standort KG: Dornbirn                   | Nach dem Neubau der Brücke zwischen Lustenau und Widnau 1914 wurde ein Teil der alten Holzbrücke 1916 hier über die Dornbirner Ach gelegt. | BDA-Hist.: Q38104369 Status: § 2a Stand der BDA-Liste: 2025-06-30 Name: Straßenbrücke, Senderbrücke GstNr.: 1039/3 Senderbrücke |
| ja   | Datei hochladen | Textilfabriksanlage Firma Hämmerle (Fabriksanlage Steinebach) HERIS-ID: 11552 Objekt-ID: 7654seit 2017                 | Steinebach 1 Standort KG: Dornbirn                   | Die ältesten Gebäude der Textilfabrik stammen aus dem Jahr 1829. Gegen Ende des 19. Jahrhunderts wurde die Anlage weiter ausgebaut. | BDA-Hist.: Q38104460 Status: Bescheid Stand der BDA-Liste: 2025-06-30 Name: Textilfabriksanlage Firma Hämmerle (Fabriksanlage Steinebach) GstNr.: 19668/1, .803, .807, 7347/3, .3448/1, .3448/2, .804, .805/1, .805/2, .796, 7347/4 Textilfabrik Steinebach              |
| ja   | Datei hochladen | Bauernhaus HERIS-ID: 10834 Objekt-ID: 6899                                                                             | Unterfallenberg 2 Standort KG: Dornbirn              | Der auf das erste Viertel des 19. Jahrhunderts datierte Rheintalhof Unterfallenberg 2 ist ein zweigeschoßiger holzverschindelter Blockbau mit gemauertem Kellersockel. Sein geknicktes Satteldach verfügt über Aufschieblinge und ist an der Unterseite zum Teil kassettiert. Am Giebel sind ein vorgezogener Bretterschirm und verschalte Pfettenköpfe zu sehen. Zugänglich ist das Haus über einen Eckflur, zu dem eine Steintreppe führt. Die Tür stammt aus der Bauzeit und ist mit Rhomben dekoriert. Die Fenster, noch mit Originalversprossung, verfügen über Bretterläden und sind im ersten Geschoß durch ein ausladendes umlaufendes Klebedach geschützt, das an der Unterseite gekehlt ist.                                  | BDA-Hist.: Q38082727 Status: Bescheid Stand der BDA-Liste: 2025-06-30 Name: Bauernhaus GstNr.: .1396 Unterfallenberg 2 |
| ja   | Datei hochladen | Vorderachmühler Kapelle – Zu den 7 Schmerzen Mariä HERIS-ID: 11548 Objekt-ID: 7650                                     | Vorderachmühle Standort KG: Dornbirn                 | Die Kapelle Zu den Sieben Schmerzen Mariä, 1906/1907 nach Plänen des Dornbirner Baumeisters Josef Anton Fußenegger errichtet, hat einen annähernd rechteckigen Grundriss, einen 3⁄4-Chor mit Stichkappengewölbe und im Südwesten leicht abgeschrägte Außenwände. Oberhalb des Eingangs ist ein Rosettenfenster zu sehen, an den Seitenmauern Rundbogenfenster. Auf dem eternitgedeckten Satteldach ruht ein Giebeldachreiter mit vierseitigem Spitzhelm. 1955 wurde im Nordwesten eine Sakristei angebaut. Die Ausstattung stammt größtenteils aus dem frühen 20. Jahrhundert. Das dominante Gemälde beim Eingang (Anbetung der Könige), gemalt von Johann Martin Ulmer, war einst das Altarbild der 1734 errichteten Vorgängerkapelle. | BDA-Hist.: Q20667826 Status: § 2a Stand der BDA-Liste: 2025-06-30 Name: Vorderachmühler Kapelle – Zu den 7 Schmerzen Mariä GstNr.: .2327 Kapelle Zu den Sieben Schmerzen Mariä (Vorderachmühle)                                                                          |
| ja   | Datei hochladen | Trockenturm und Verwaltungsgebäude HERIS-ID: 10802 Objekt-ID: 6865                                                     | Wallenmahd 23 Standort KG: Dornbirn                  | Die geschindelten Fabriksgebäude des Textilbetriebs entstanden um 1830; der bemerkenswerte Trockenturm wurde im Jahr 1894 erbaut. | BDA-Hist.: Q38080646 Status: Bescheid Stand der BDA-Liste: 2025-06-30 Name: Trockenturm u. Verwaltungsgebäude GstNr.: .15/1, .15/2 IM Fussenegger Areal |
| ja   | Datei hochladen | Ortskapelle Maria Königin des Friedens in Watzenegg HERIS-ID: 113688seit 2021                                          | Watzenegg 51 Standort KG: Dornbirn                   | Die Ortskapelle in Watzenegg wurde 1983–1985 nach Plänen von Rudolf Wäger, Wolfgang Ritsch und Siegfried Wäger erbaut und 1986 geweiht. Ihre zahlreichen Glasfenster (Kreuzwegfenster) wurden von Sr. Antonio Maria Thurnher aus dem Kloster Wernberg entworfen und von der oberösterreichischen Glasmalerei Stift Schlierbach ausgeführt. | BDA-Hist.: Q107707809 Status: Bescheid Stand der BDA-Liste: 2025-06-30 Name: Ortskapelle Maria Königin des Friedens in Watzenegg GstNr.: 14551, .1513 Kapelle Maria Hilf, Watzenegg                                                                                      |
| ja   | Datei hochladen | Kapelle Maria Schnee HERIS-ID: 11553 Objekt-ID: 7655                                                                   | Winsau Standort KG: Dornbirn                         | Die Kapelle Maria Schnee in Winsau wurde 1872 im Auftrag des Dornbirner Bürgers Matthäus Thurnher als Ersatz für eine kleinere Vorgängerin von 1786 errichtet und 1873 eingeweiht. Sie hat einen rechteckigen Grundriss, einen 3⁄8-Schluss, ein Satteldach, einen Glockendachreiter mit achteckigem Spitzhelm und eine einfach Holztür. Nördlich vom Chor liegt die Sakristei. An der Altarseite im Nordosten sind die Außenwände abgerundet. Der tonnengewölbte Betraum verfügt über eine eingezogene Chorwand und Rosettenfenster. Die Seitenwände des Langhauses sind von Rundbogenfenstern durchbrochen. Zur Ausstattung zählt unter anderem ein klassizistischer Hochaltar mit einem Altarbild von Johann Kaspar Rick.             | BDA-Hist.: Q19861872 Status: § 2a Stand der BDA-Liste: 2025-06-30 Name: Kapelle Maria Schnee GstNr.: .1479 Our Lady of the Snow Chapel (Winsau) |
| ja   | Datei hochladen | Gloriette am Zanzenberg HERIS-ID: 113875seit 2021                                                                      | bei Zanzenberg 6 Standort KG: Dornbirn               | Die Gloriette am Zanzenberg wurde 1865 im Auftrag des Dornbirner Fabrikanten Johann Georg Ulmer errichtet. | BDA-Hist.: Q107707841 Status: Bescheid Stand der BDA-Liste: 2025-06-30 Name: Gloriette am Zanzenberg GstNr.: .774 Gloriette am Zanzenberg |
| ja   | Datei hochladen | Ansitz HERIS-ID: 10833 Objekt-ID: 6898                                                                                 | Zanzenberggasse 2 Standort KG: Dornbirn              | Der Ansitz ist dreigeschoßig mit einem mächtigen Satteldachgiebel. Das Korbbogenportal aus Sandstein ist mit 1788 bezeichnet. Talseitig weist er einen romantischen Anbau mit Eckturm, Balkon und geschnitzter Veranda auf. | BDA-Hist.: Q38082717 Status: Bescheid Stand der BDA-Liste: 2025-06-30 Name: Ansitz GstNr.: 7664 Zanzenberggasse 2 (Dornbirn) |
| ja   | Datei hochladen | Friedhof Hatlerdorf mit Atrium samt Leichenkapelle und Kruzifix HERIS-ID: 10702 Objekt-ID: 6763                        | Standort KG: Dornbirn                                | Der Friedhof ist von einer Arkadenanlage unter einem Satteldach umgeben; die Mittelachse bilden jeweils Giebelarkaden. Im Süden ist die Giebelfassade der Leichenhalle durch drei Rundbogenarkaden geprägt. In der Mitte des Friedhofs steht ein Kruzifixus vom Anfang des 20. Jahrhunderts. | BDA-Hist.: Q38076944 Status: § 2a Stand der BDA-Liste: 2025-06-30 Name: Friedhof Hatlerdorf mit Atrium samt Leichenkapelle und Kruzifix GstNr.: 5255 Friedhof Hatlerdorf                                                                                                 |
| ja   | Datei hochladen | Kriegerdenkmal HERIS-ID: 9652 Objekt-ID: 5630                                                                          | Friedhof Hatlerdorf Standort KG: Dornbirn            | Das Kriegerdenkmal unter einer offenen Arkade befindet sich im Osten des Friedhofs Hatlerdorf. | BDA-Hist.: Q38042480 Status: § 2a Stand der BDA-Liste: 2025-06-30 Name: Kriegerdenkmal GstNr.: 5252/1, .3924 |
| ja   | Datei hochladen | Schauner Kapelle – hl. Maria HERIS-ID: 10839 Objekt-ID: 6904                                                           | Standort KG: Dornbirn                                | Die rechteckige Kapelle mit Glockendachreiter wurde 1674 erbaut und in den Jahren 1791 sowie 1853 restauriert. Das Altarbild zeigt die Rosenkranzmadonna mit den Heiligen Wendelin und Martin. | BDA-Hist.: Q38082892 Status: § 2a Stand der BDA-Liste: 2025-06-30 Name: Schauner Kapelle – hl. Maria GstNr.: .1539 Kapelle Hl. Maria in Schauner Watzenegg |
| ja   | Datei hochladen | Jennen-Kapelle – Mariahilf HERIS-ID: 11512 Objekt-ID: 7613                                                             | Jennen 501 Standort KG: Dornbirn                     | Die Kapelle Maria Hilf, 1857 auf Betreiben des Abts Franz Pfanner als Ersatz für einen kleineren Vorgängerbau errichtet, hat einen rechteckigen Grundriss, an der Altarsteite (Südosten) abgerundete Außenwände, eine einfache Holztür, ein Satteldach, einen Glockendachreiter mit achteckigem Spitzhelm und eine an der Evangelienseite angebaute Sakristei. Bet- und Altarraum sind flach gedeckt. Zur Ausstattung zählen unter anderem ein Altarblatt von Luisa Rick und eine barocke Josefsstatue. | BDA-Hist.: Q19971256 Status: § 2a Stand der BDA-Liste: 2025-06-30 Name: Jennen-Kapelle – Mariahilf GstNr.: .1364 Mariahilfkapelle (Dornbirn-Jennen) |
| ja   | Datei hochladen | Ammenegger Kapelle hll. Magdalena und Wendelin HERIS-ID: 11468 Objekt-ID: 7569                                         | Standort KG: Dornbirn                                | Die von dem Dornbirner Bürger Matthäus Thurnher um 1866 gestiftete Kapelle hat einen rechteckigen Grundriss mit abgeschrägten Außenwänden an der Altarseite im Südosten, eine einfache Holztür mit Sichtfenster, ein eternitgedecktes Satteldach, einen Glockendachreiter mit sechseckigem Spitzhelm, einen tonnengewölbten Betraum mit eingezogener Chorwand und lange rechteckige Fenster. Die schlichte Ausstattung umfasst unter anderem einen Hochaltar mit Marienbild und mehrere andere Gemälde des Kunstmalers Johann Kaspar Rick. | BDA-Hist.: Q20671225 Status: § 2a Stand der BDA-Liste: 2025-06-30 Name: Ammenegger Kapelle Hll.Magdalena u. Wendelin GstNr.: .1438/2 Kapelle Ammenegg |
| ja   | Datei hochladen | Friedhof Markt HERIS-ID: 11478 Objekt-ID: 7579                                                                         | Standort KG: Dornbirn                                | Der Friedhof an dieser Stelle wurde 1842 angelegt. | BDA-Hist.: Q38102360 Status: § 2a Stand der BDA-Liste: 2025-06-30 Name: Friedhof Markt GstNr.: 6835 Friedhof Markt (Dornbirn) |
| ja   | Datei hochladen | Kath. Pfarrkirche hl. Maria Magdalena HERIS-ID: 10227 Objekt-ID: 6280                                                  | Ebnit 3 Standort KG: Ebnit I                         | Die Kirche wurde nach einem Brand in den Jahren 1927 bis 1929 nach Plänen von Alfons Fritz errichtet. Die Ausstattung ist teilweise älter. | BDA-Hist.: Q19886768 Status: § 2a Stand der BDA-Liste: 2025-06-30 Name: Kath. Pfarrkirche hl. Maria Magdalena GstNr.: .5 Pfarrkirche Hl. Maria Magdalena, Ebnit |
| ja   | Datei hochladen | Beständerhaus HERIS-ID: 56165 Objekt-ID: 65229                                                                         | Ebnit 3 Standort KG: Ebnit I                         | Der Pfarrhof schließt im Nordwesten an die Kirche an und ist ein zweigeschoßiger Bau mit Satteldach. Er wurde 1927 nach Plänen von Alfons Fritz errichtet. | BDA-Hist.: Q58303368 Status: Bescheid Stand der BDA-Liste: 2025-06-30 Name: Beständerhaus GstNr.: .4 Beständerhaus Ebnit |